# Машнін Олександр Валерійович
Олександр Валерійович Машнін (нар. 20 березня 1990, Миколаїв, УРСР) — український футболіст, півзахисник одеського «Чорноморця».

## Життєпис
Олександр Машнін народився 20 березня 1990 року в Миколаєві. Вихованець СК «Реал» (Одеса), в складі якого у ДЮФЛУ зіграв 8 матчів. У 2011 році виступав за ФК «Воронівку» з чемпіонату Миколавської області. З квітня 2012 року виступав за аматорський клуб ФК «Одеса-2». У складі другої команди одеситів дебютував 17 квітня 2012 року в виїзному матчі вищої ліги чемпіонату Одеси проти ФК «Формула успіху» (1:1), вийшовши в стартовому складі. За першу команду одеситів не зіграв жодного поєдинку.
У 2015 році перейшов до одеської «Жемчужини», яка виступала в аматорському чемпіонаті України, в якому зіграв 6 матчів. Ще 2 поєдинки зіграв в аматорському кубку України.
У 2016 році перейшов до друголігового клубу «Реал Фарма», також з Одеси. У складі «Жемчужини» дебютував 26 березня 2016 року в переможному (1:0) виїзному поєдинку 16-го туру вищої ліги чемпіонату України проти білоцерківського «Арсенала-Київщини». Машнін вийшов на поле на 85-ій хвилині замість Олександра Степанишина. Дебютними голами у футболці одеського клубу відзначився 16 квітня 2016 року на 6-ій та 58-ій хвилинах переможного (3:1) домашнього поєдинку 19-го туру другої ліги чемпіонату України проти горностаївського «Мира». Олександр вийшов на поле в стартовому складі та відіграв увесь матч. За період своїх виступів у «Жемчужині» зіграв 24 матчі (6 голів) у другій лізі чемпіонату України та 2 поєдинки у кубку України.
У лютому 2017 рок підписав контракт з представником українського Прем'єр-ліги «Чорноморець» (Одеса). 9 квітня 2017 року дебютував в українській Прем'єр-лізі в футболці «Чорноморця» в матчі проти донецького «Шахтаря».